# Asya Fateyeva

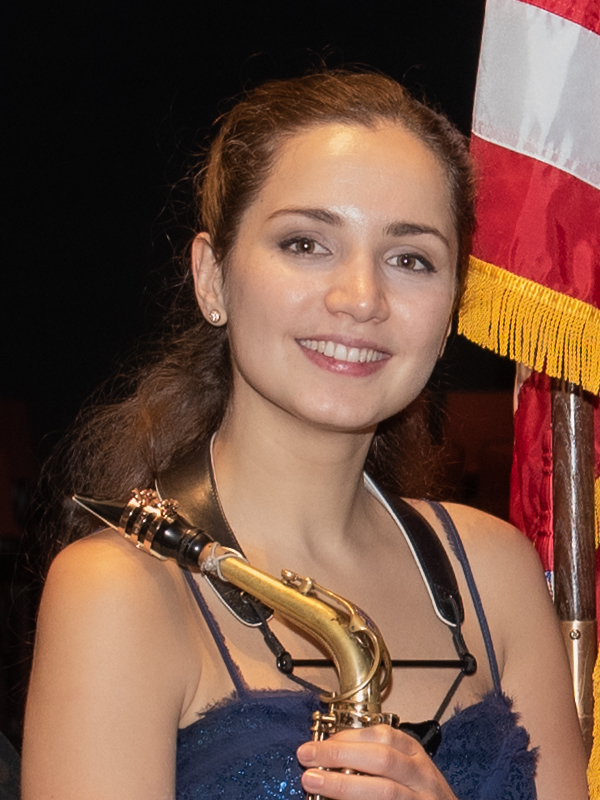
Asya Fateyeva (2020)

Asya Fateyeva (ukrainisch Ася Фатєєва Assja Fatjejewa; russisch Ася Фатеева Assja Fatejewa; Betonung: Ássja Fatéjewa; * 9. Mai 1990 in Kertsch, Autonome Republik Krim, Ukrainische SSR, Sowjetunion) ist eine deutsche Saxophonistin ukrainischer Abstammung und Hochschullehrerin.

## Leben und Wirken
Asya Fateyeva wurde auf der Krim geboren und erhielt mit sechs Jahren ersten Klavierunterricht. Im Jahr 2000 begann sie mit dem Saxophonspiel. Sie wurde zunächst von Lilija Russanowa an der Musikschule Simferopol und später von Margarita Schaposchnikowa an der Gnessinschule in Moskau unterrichtet. Nach der Übersiedelung nach Deutschland 2005 studierte sie an der Musikhochschule Köln bei Daniel Gauthier, wo sie ihr Studium 2011 abschloss. Außerdem verbrachte sie ein Auslandssemester am Pariser Konservatorium bei Claude Delangle und wurde von Jean-Denis Michat am Conservatoire de Lyon unterrichtet. Es folgte ein Masterstudium an der Musikhochschule Hamburg bei Niklas Schmidt. Fateyeva erhielt zahlreiche Stipendien, unter anderem das Gerd-Bucerius-Förderstipendium der ZEIT-Stiftung, ein Stipendium der Yamaha Music Foundation und der Orpheum Stiftung zur Förderung junger Solisten. Sie ist Preisträgerin zahlreicher Wettbewerbe.
Fateyeva konzertierte mit Orchestern wie zum Beispiel den Wiener Symphonikern unter der Leitung von Wladimir Fedossejew, den Moskauer Virtuosen, dem Tschaikowski-Rundfunksymphonieorchester, der Ukrainischen Nationalphilharmonie, dem Staatlichen Sinfonieorchester Istanbul (İstanbul Devlet Senfoni Orkestrası) und dem Orchestra Sinfonica di Milano Giuseppe Verdi sowie verschiedenen deutschen Orchestern. Als Porträtkünstlerin des Schleswig-Holstein Musik Festivals 2024 sind 17 Konzerte geplant. Sie spielt außerdem Tenor-Saxophon im Alliage-Quintett. 
Ab 2014 unterrichtete sie als Dozentin für klassisches Saxophon an der Musikhochschule Münster. 2024 wurde sie an der Musikhochschule Hamburg zur nebenberuflichen Professorin für Saxophon ernannt.

## Preise (Auswahl)
- 2010: 1. Preis beim Internationalen Wettbewerb für Saxophon „Gustav Bumcke“ in Nürnberg[7]
- 2012: 1. Preis beim Deutschen Musikwettbewerb in der Kategorie „Saxophon solo“[2]
- 2012: Zonta-Musikpreis
- Preisträgerin beim Young Soloist in Gap
- 2014: 3. Preis beim Concours International Adolphe Sax in Dinant (Belgien)[2]
- 2016: Echo Klassik in der Kategorie „Nachwuchskünstler des Jahres“ für ihre CD Saxophone[8]

## Diskographie
- Asya Fateyeva – Saxophone. Werke von Fernande Decruck, William Albright, Jean-Denis Michat, Jacques Ibert. Mit Vaeriya Myrosh, Klavier; Brandenburger Symphoniker, Dirigent: Michael Helmrath (Genuin; 2016)
- Bachiana. Mit Werken von Joh. Sebastian Bach und Heitor Villa-Lobos. Mit dem Württembergischen Kammerorchester Heilbronn, Dirigent: Ruben Gazarian (Berlin Classics; 2017)
- Heimbach Chamber Music Festival 2015. Werke von George Gershwin, Francis Poulenc, Marc Eychenne, Witold Lutoslawski. Mit Lars Vogt, Sibylle Mahni, Peter Dörpinghaus, Kiveli Dörken (CAvi; 2017)
- Best of Klassik 2016 – Die Echo Klassik Preisträger. (Deutsche Grammophon)
- Carneval. Werke von u. a. Alexander Glasunow, Jules Massenet, Sergej Prokofjew, Léo Delibes. Mit Arno Bornkamp, Monet Quintet, Württembergisches Kammerorchester Heilbronn, Dirigent: Ruben Gazarian (Berlin Classics; 2019)
- Jonny. Werke von Erwin Schulhoff, Adolf Busch, Anton Webern, Ernst Krenek, Paul Hindemith, Kurt Weill. Mit Florian Donderer, Emma Yoon (Violine), Yuko Hara (Viola), Tanja Tetzlaff, Stepan Simonian, Shirley Brill (Berlin Classics; 2020)

- Stepan Simonian: All Around Bach. Werke von J. S. Bach, Franz Liszt, César Franck. Mit Stepan Simonian, Klavier (CAvi; 2020)

- Asya Fateyeva - To the Muse. Werke von u. a. Henri Tomasi, Claude Debussy, Paule Maurice. Mit Matthias Loibner, Bo Wiget, Emil Kuyumcuyan, Saarländisches Staatsorchester, Dirigent: Sébastien Rouland (Berlin Classics; 2024)